# 7083 Kant
7083 Kant (1989 CL3) là một tiểu hành tinh vành đai chính được phát hiện ngày 4 tháng 2 năm 1989 bởi E. W. Elst ở La Silla.